# Chevigny (Jura)
Pour les articles homonymes, voir Chevigny.
Chevigny est une commune française située dans le département du Jura, dans la région culturelle et historique de Franche-Comté et la région administrative Bourgogne-Franche-Comté.

## Géographie

### Climat
Pour des articles plus généraux, voir Climat de la Bourgogne-Franche-Comté et Climat du département du Jura.
En 2010, le climat de la commune est de type climat océanique dégradé des plaines du Centre et du Nord, selon une étude du Centre national de la recherche scientifique s'appuyant sur une série de données couvrant la période 1971-2000. En 2020, Météo-France publie une typologie des climats de la France métropolitaine dans laquelle la commune est exposée à un climat semi-continental et est dans la région climatique  Bourgogne, vallée de la Saône, caractérisée par un bon ensoleillement (1 900 h/an), un été chaud (18,5 °C), un air sec au printemps et en été et des vents faibles. 
Pour la période 1971-2000, la température annuelle moyenne est de 10,6 °C, avec une amplitude thermique annuelle de 17,5 °C. Le cumul annuel moyen de précipitations est de 933 mm, avec 12,3 jours de précipitations en janvier et 8,3 jours en juillet. Pour la période 1991-2020, la température moyenne annuelle observée sur la station météorologique de Météo-France la plus proche, « Dole », sur la commune de Dole à 10 km à vol d'oiseau, est de 11,6 °C et le cumul annuel moyen de précipitations est de 1 023,0 mm. 
La température maximale relevée sur cette station est de 40 °C, atteinte le 31 juillet 2020 ; la température minimale est de −24 °C, atteinte le 10 janvier 1985,,. 
Les paramètres climatiques de la commune ont été estimés pour le milieu du siècle (2041-2070) selon différents scénarios d'émission de gaz à effet de serre à partir des nouvelles projections climatiques de référence DRIAS-2020. Ils sont consultables sur un site dédié publié par Météo-France en novembre 2022.

## Urbanisme

### Typologie
Au 1er janvier 2024, Chevigny est catégorisée commune rurale à habitat dispersé, selon la nouvelle grille communale de densité à sept niveaux définie par l'Insee en 2022.
Elle est située hors unité urbaine. Par ailleurs la commune fait partie de l'aire d'attraction de Dole, dont elle est une commune de la couronne,. Cette aire, qui regroupe 87 communes, est catégorisée dans les aires de 50 000 à moins de 200 000 habitants,.

### Occupation des sols
L'occupation des sols de la commune, telle qu'elle ressort de la base de données européenne d’occupation biophysique des sols Corine Land Cover (CLC), est marquée par l'importance des territoires agricoles (65,7 % en 2018), en diminution par rapport à 1990 (66,6 %). La répartition détaillée en 2018 est la suivante : 
terres arables (42,5 %), forêts (27,4 %), prairies (20 %), milieux à végétation arbustive et/ou herbacée (3,5 %), zones urbanisées (3,4 %), zones agricoles hétérogènes (3,2 %). L'évolution de l’occupation des sols de la commune et de ses infrastructures peut être observée sur les différentes représentations cartographiques du territoire : la carte de Cassini (XVIIIe siècle), la carte d'état-major (1820-1866) et les cartes ou photos aériennes de l'IGN pour la période actuelle (1950 à aujourd'hui).

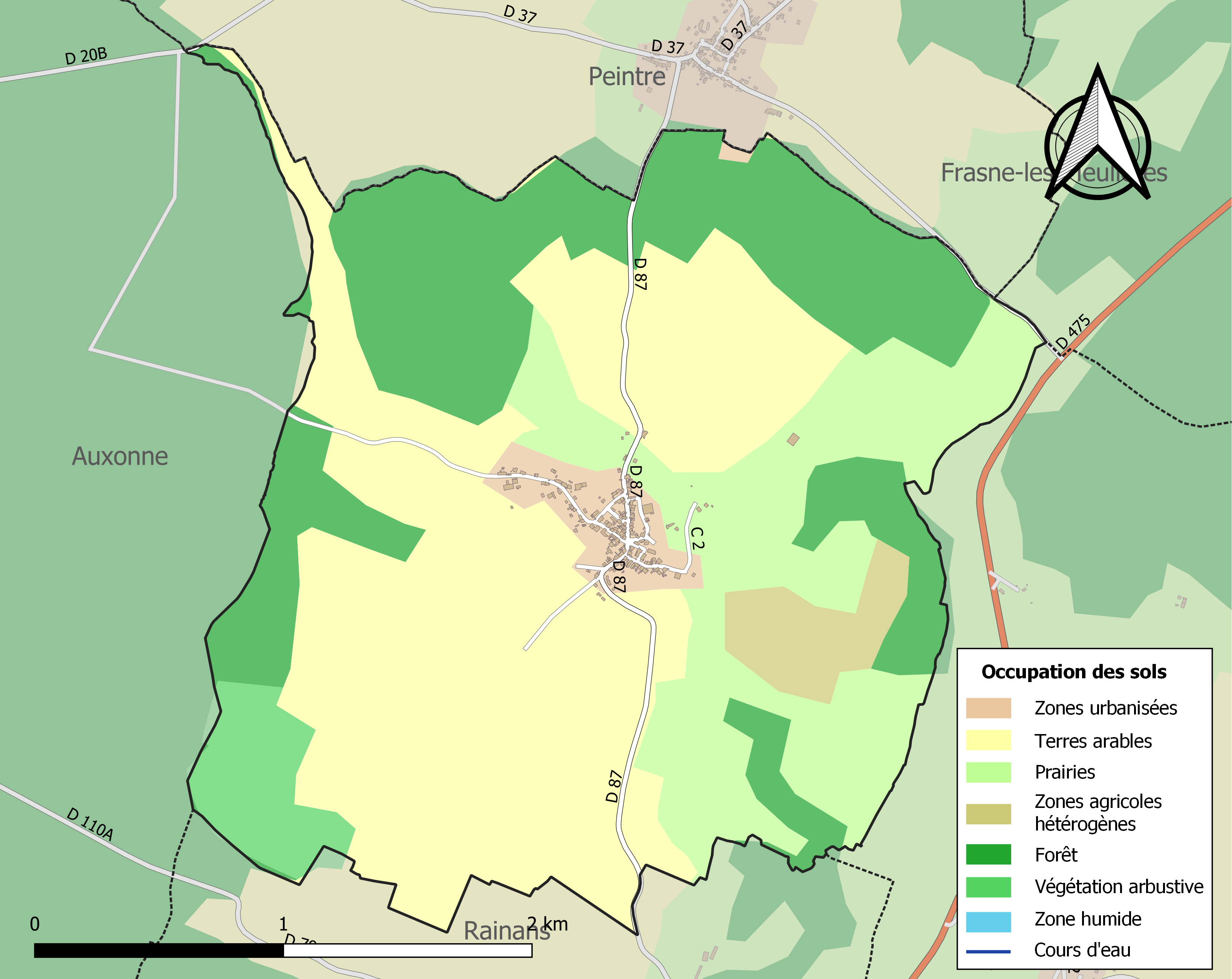
Carte des infrastructures et de l'occupation des sols de la commune en 2018 (CLC).

## Politique et administration
| Période      | Période       | Identité                     | Étiquette      | Qualité                    |
| ------------ | ------------- | ---------------------------- | -------------- | -------------------------- |
| 08/11/1792   |               | Joseph Martenet              |                | Laboureur                  |
| vers 1803    | 18..          | Ferdinand Lacroix            |                |                            |
| vers 1812    |               | Louis Perrenot               |                |                            |
| vers 1824    | vers 1835     | Hugues Lacroix               |                |                            |
| vers 1839    |               | Louis Jacquin                |                |                            |
| vers 1842    |               | François Cave                |                | Propriétaire               |
| vers 1849    |               | Hugues Rolin                 |                |                            |
| 1863         | 1867          | Jean-Baptiste Lacroix-Ducret |                | Cultivateur                |
| vers 1876    |               | François Lacroix             |                |                            |
| vers 1887    |               | Lacroix Ducret               |                |                            |
| vers 1895    | 1904          | Joseph Jacquin               |                |                            |
| 1904         |               | Louis Perrinet               |                |                            |
| 1911         |               | Louis Pierrelet              |                |                            |
| vers 1930    |               | Albert Louvet                |                |                            |
| 1945         | 1947          | Camille Renier               |                |                            |
| 1947         | 1953          | Albert Louvet                |                |                            |
| 1953         | 1959          | Roger Perrinet               |                |                            |
| 1959         | 1965          | Jean Plunet                  |                |                            |
| vers 1969    |               | Roger Perrinet               |                |                            |
| 1971         | 1989          | André Lanaud                 |                |                            |
| 1989         | décembre 2012 | Alain Mougin                 |                |                            |
| janvier 2013 |               | Robert Forêt                 | DVG            | Retraité de l'enseignement |
| 2020         | En cours      | Jean-Luc Bonin               | Sans étiquette | Retraité transport         |

## Démographie
L'évolution du nombre d'habitants est connue à travers les recensements de la population effectués dans la commune depuis 1793. Pour les communes de moins de 10 000 habitants, une enquête de recensement portant sur toute la population est réalisée tous les cinq ans, les populations de référence des années intermédiaires étant quant à elles estimées par interpolation ou extrapolation. Pour la commune, le premier recensement exhaustif entrant dans le cadre du nouveau dispositif a été réalisé en 2008.

En 2022, la commune comptait 268 habitants, en évolution de −4,63 % par rapport à 2016 (Jura : −0,81 %, France hors Mayotte : +2,11 %).
| 1793 | 1800 | 1806 | 1821 | 1831 | 1836 | 1841 | 1846 | 1851 |
| ---- | ---- | ---- | ---- | ---- | ---- | ---- | ---- | ---- |
| 534  | 531  | 561  | 527  | 616  | 640  | 618  | 607  | 589  |

| 1856 | 1861 | 1866 | 1872 | 1876 | 1881 | 1886 | 1891 | 1896 |
| ---- | ---- | ---- | ---- | ---- | ---- | ---- | ---- | ---- |
| 487  | 502  | 496  | 434  | 436  | 416  | 407  | 405  | 358  |

| 1901 | 1906 | 1911 | 1921 | 1926 | 1931 | 1936 | 1946 | 1954 |
| ---- | ---- | ---- | ---- | ---- | ---- | ---- | ---- | ---- |
| 328  | 321  | 304  | 271  | 233  | 225  | 217  | 179  | 181  |

| 1962 | 1968 | 1975 | 1982 | 1990 | 1999 | 2006 | 2008 | 2013 |
| ---- | ---- | ---- | ---- | ---- | ---- | ---- | ---- | ---- |
| 176  | 173  | 190  | 192  | 198  | 214  | 265  | 280  | 283  |

| 2018 | 2022 | - | - | - | - | - | - | - |
| ---- | ---- | - | - | - | - | - | - | - |
| 278  | 268  | - | - | - | - | - | - | - |

## Économie
- Présence d'une fruitière à Comté avec lieu de vente, proposant la production de la fromagerie mais aussi une offre de produits locaux.

## Lieux et monuments

### Patrimoine architectural
- Château (XVe-XVIe siècle), Rue du Château, propriété privée, inscrit, pour une partie, et classé, pour une autre partie, depuis 1980, au titre des  monuments historiques[18] ;
- Église Exaltation de la Sainte-Croix (XVIIIe s), avec clocher à dôme à impériale, rue de l'Église, inscrite au titre des monuments historiques depuis 1987[19] ;
- Croix de chemin (XVIe siècle), à l'angle des chemins allant de Rainans à Auxonne, classée au titre des monuments historiques depuis 1945[20] ;
- Mairie-école (XIXe siècle), rue d'Auxonne ;
- Lavoir-fontaine (XIXe siècle), place de l'Abreuvoir ;
- Fruitière à comté (XXe siècle), rue de l'Église : coopérative agricole fromagère créée en 1963 et ouverte depuis 1964 ;
- Tombes burgondes, fouillées au début du XIXe siècle.

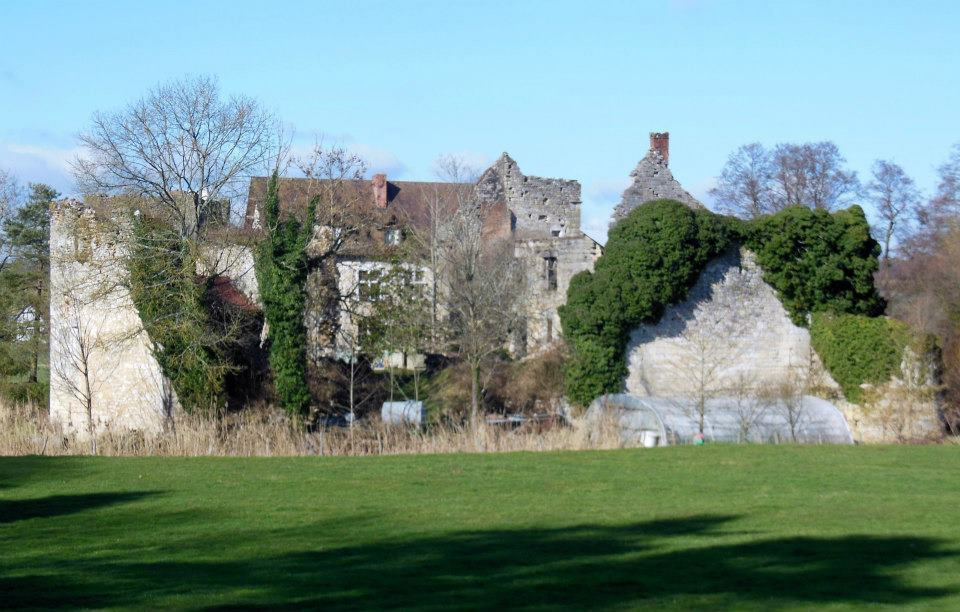
Château.
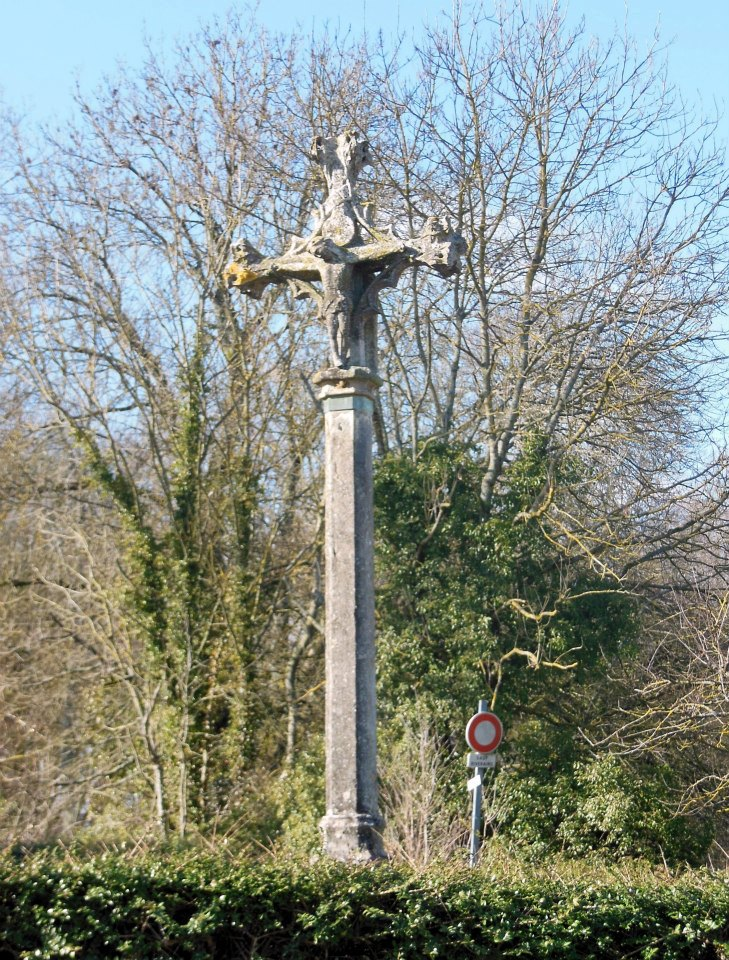
Croix de chemin.
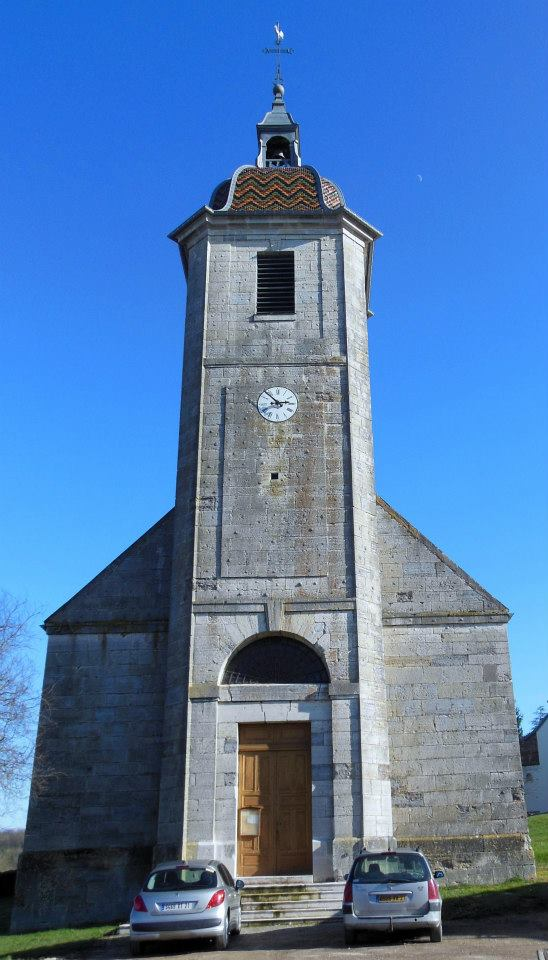
Église Sainte-Croix.
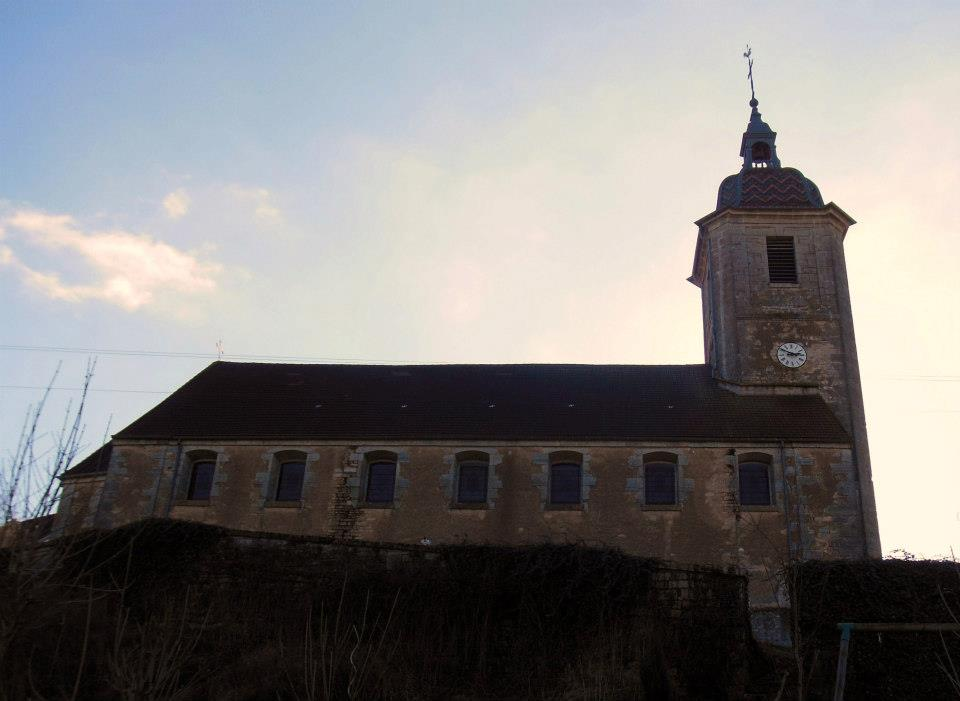
Église Sainte-Croix.
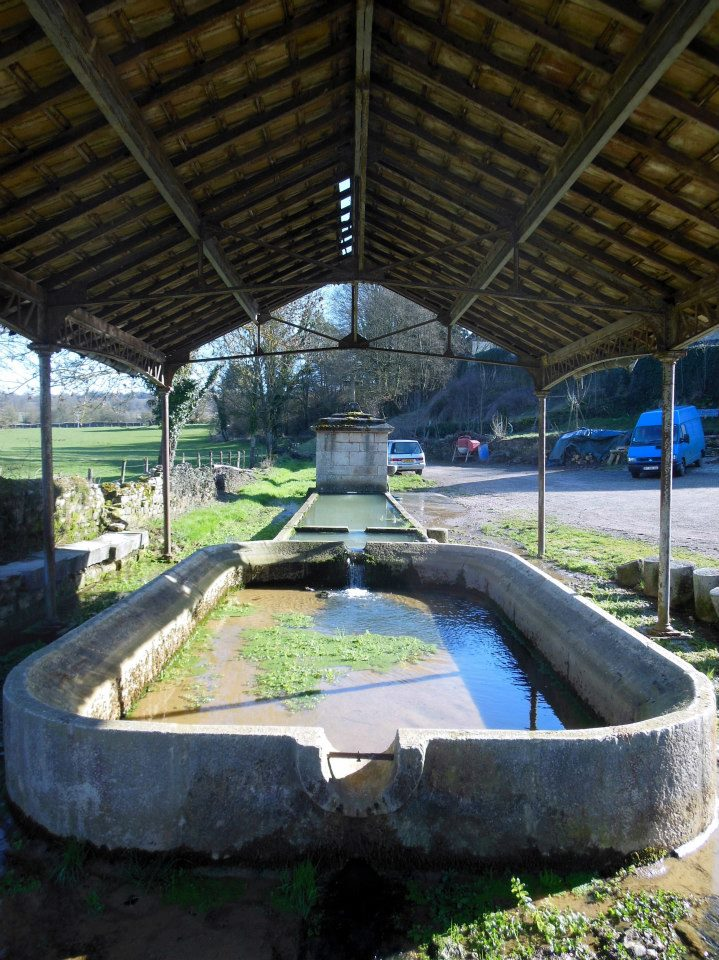
Lavoir-fontaine.
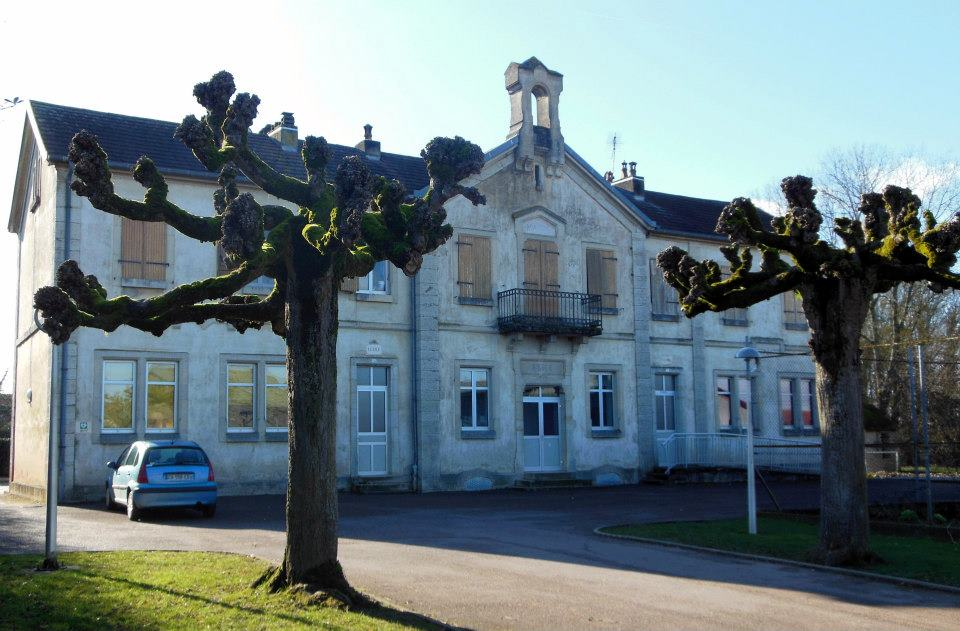
Mairie-école.
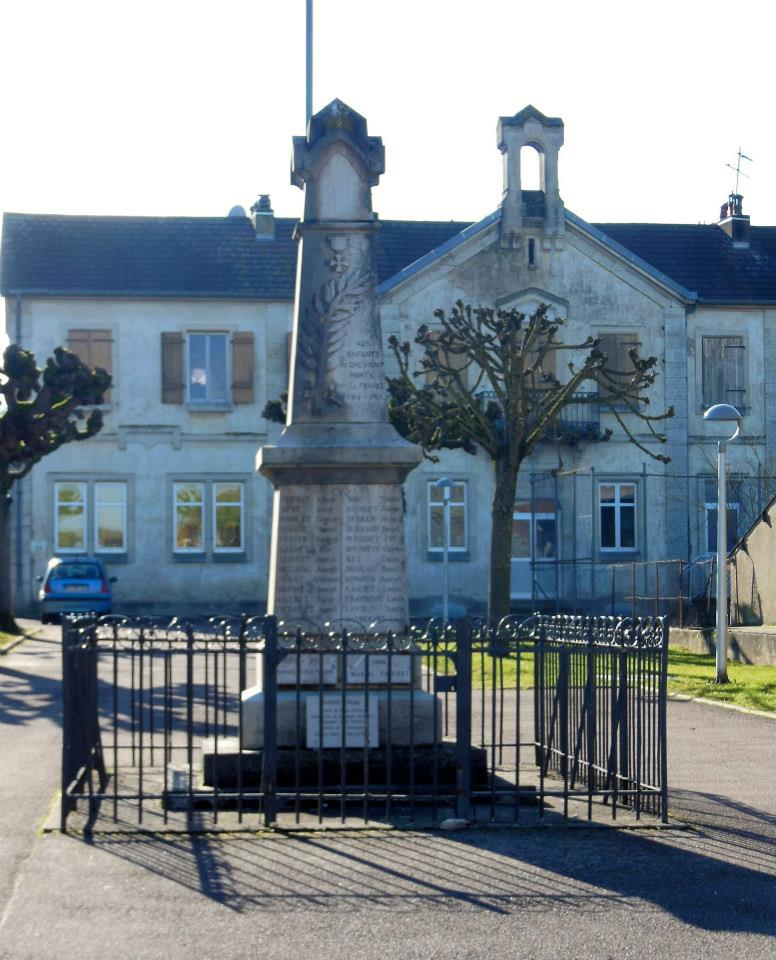
Monument aux morts.

### Patrimoine naturel
- Chêne de la Manche (XVIIIe siècle) : chêne sessile de la forêt communale de Chevigny (bois de La Manche), labellisé Arbre remarquable de France en décembre 2009. Il a vu le jour sous Louis XV[21].